# Budapests spårväg

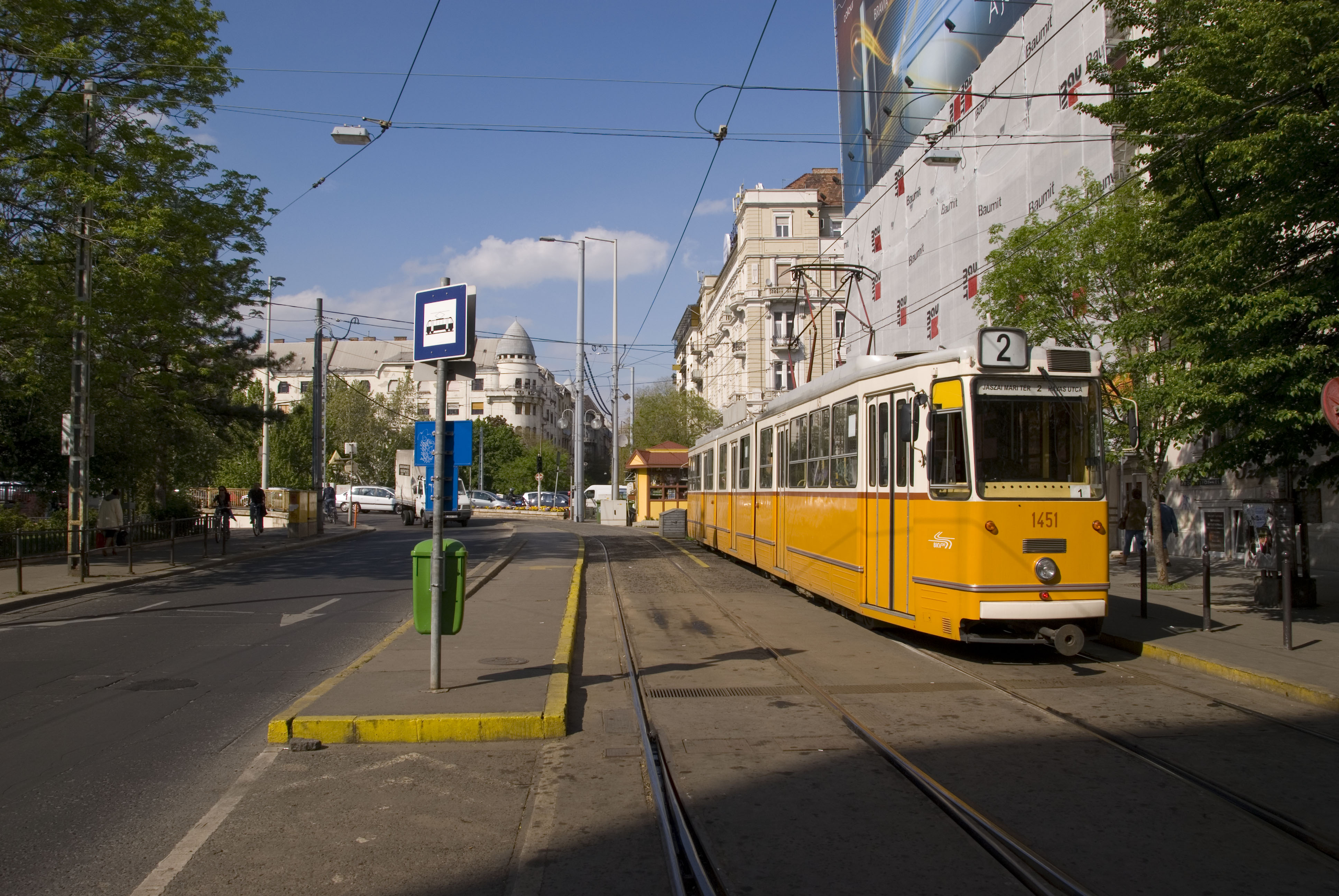
Spårvagn på linje 2.

Budapests spårväg  är en viktig del av Budapests kollektivtrafik i Ungerns huvudstad. Spårvagnarna trafikerar ett av världens största nät med sina 155 km. Spårvagnarna är gula och finns i många olika modeller. Nyare spårvagnar trafikerar främst de mest trafikerade linjerna och har längre vagnar. Spårvägen, tunnelbanan och kugghjulsbanan körs av bolaget BKV.

## Linjer
| Viszonylat                      | Végállomások                                                  | Típus                                                              | Megjegyzés           |
| ------------------------------- | ------------------------------------------------------------- | ------------------------------------------------------------------ | -------------------- |
| 1                               | Bécsi út / Vörösvári út–Kelenföld vasútállomás M              | CAF Urbos 3, Combino Supra Budapest NF12B, Tatra T5C5, Tatra T5C5K |                      |
| 2                               | Jászai Mari tér–Közvágóhíd H                                  | KCSV7                                                              |                      |
| 3                               | Mexikói út M–Gubacsi út / Határ út                            | TW 6000, CAF Urbos 3                                               |                      |
| 4                               | Széll Kálmán tér M–Újbuda-központ M                           | Combino Supra Budapest NF12B, Ganz csuklós                         |                      |
| 6                               | Széll Kálmán tér M–Móricz Zsigmond körtér M                   | Combino Supra Budapest NF12B, Ganz csuklós                         |                      |
| 12                              | Angyalföld kocsiszín–Rákospalota, Kossuth utca                | Tatra T5C5K                                                        |                      |
| 14                              | Lehel tér M–Káposztásmegyer, Megyeri út                       | Tatra T5C5K                                                        |                      |
| 17                              | Bécsi út / Vörösvári út–Savoya Park                           | CAF Urbos 3, Tatra T5C5K                                           |                      |
| 19                              | Bécsi út / Vörösvári út–Kelenföld vasútállomás                | CAF Urbos 3, Tatra T5C5                                            |                      |
| 24                              | Keleti pályaudvar (Festetics György utca) M–Közvágóhíd H      | Ganz csuklós, TW 6000                                              |                      |
| 28                              | Blaha Lujza tér (Népszínház utca) M–Izraelita temető          | Tatra T5C5, TW 6000                                                |                      |
| 28A                             | Blaha Lujza tér (Népszínház utca) M–Új köztemető (Kozma utca) | Tatra T5C5, TW 6000                                                |                      |
| 37                              | Blaha Lujza tér (Népszínház utca) M–Új köztemető (Kozma utca) | TW 6000                                                            |                      |
| 37A                             | Blaha Lujza tér (Népszínház utca) M–Sörgyár                   | TW 6000                                                            |                      |
| 41                              | Batthyány tér M+H–Kamaraerdei Ifjúsági Park                   | Tatra T5C5                                                         |                      |
| 42                              | Határ út M-Tulipán utca                                       | TW 6000                                                            |                      |
| 47                              | Deák Ferenc tér M–Városház tér                                | Ganz csuklós                                                       |                      |
| 48                              | Deák Ferenc tér M–Savoya Park                                 | Ganz csuklós                                                       |                      |
| 49                              | Deák Ferenc tér M–Kelenföld vasútállomás M                    | Ganz csuklós                                                       |                      |
| 50                              | Határ út M–Pestszentlőrinc, Béke tér                          | TW 6000                                                            |                      |
| 51                              | Mester utca / Ferenc körút–Nagysándor József utca             | TW 6000                                                            |                      |
| 51A                             | Mester utca / Ferenc körút–Ferencváros vasútállomás           | TW 6000                                                            | Az 51-es betétjárata |
| 52                              | Határ út M–Pesterzsébet, Pacsirtatelep                        | TW 6000                                                            |                      |
| 59                              | Szent János kórház–Márton Áron tér                            | Tatra T5C5K2                                                       |                      |
| 59A                             | Széll Kálmán tér M–Márton Áron tér                            | Tatra T5C5K2                                                       | Az 59-es betétjárata |
| 59B                             | Hűvösvölgy–Márton Áron tér                                    | Tatra T5C5K2                                                       |                      |
| 60 (Fogaskerekű/kugghjulsbanan) | Városmajor–Széchenyi-hegy, Gyermekvasút                       | SGP                                                                |                      |
| 61                              | Hűvösvölgy–Móricz Zsigmond körtér                             | Tatra T5C5K2                                                       |                      |
| 62                              | Blaha Lujza tér (Népszínház utca) M–Rákospalota, MÁV-telep    | TW 6000                                                            |                      |
| 62A                             | Kőbánya alsó vasútállomás (Mázsa tér)–Rákospalota, MÁV-telep  | TW 6000                                                            |                      |
| 69                              | Mexikói út M–Újpalota, Erdőkerülő utca                        | TW 6000                                                            |                      |